# Kalmar Simsällskap
Kalmar simsällskap är en svensk idrottsförening bildad 22 augusti 1920 i Kalmar "med uppgift var att verka för simsportens utbredande och att öka simkunnigheten i Kalmar". Föreningens färger är sedan starten blått och vitt. Kalmar simsällskap bedriver idag simundervisning inom babysim, simskola, crawlkurser, tävlingssimning samt simning för triathleter med mera. Verksamheten bedrivs till största del i Kalmar Sportcenters Simhall, då den nya simhallen i Kalmar inte står klar förrän tidigast 2023.
Föreningen har arrangerat SM både 1946 och 1952 samt Nordiska Juniormästerskapen 1958 vid badanläggningen Långviken i Kalmarsund. Sällskapet har även ända sedan starten 1994 varit medverkande i Ironman Kalmar.
Kändaste medlemmen torde vara Lala Sjöquist med brons i simhopp från OS i Antwerpen 1928.